# 1998年冬季残疾人奥林匹克运动会伊朗代表团
1998年冬季残疾人奥林匹克运动会伊朗代表团是伊朗派出的1998年冬季残疾人奥林匹克运动会代表团。未获得奖牌。